# Manasterina longispina
Manasterina longispina is een zeester uit de familie Asterinidae.
De wetenschappelijke naam van de soort werd in 1938 gepubliceerd door Hubert Lyman Clark.